# Señor de los Pasos

Imagen del Señor Jesús de los Pasos de la Real y Venerable Hermandad del Santísimo Sacramento de Mafra.

El Señor de los Pasos, o Senhor Jesus dos Passos, en portugués, es una invocación de Jesucristo y una devoción especial en la Iglesia Católica dirigida a Él, que recuerda el camino tomado por Jesucristo desde su sentencia de muerte en el Pretorio a su entierro después de ser crucificado en el Calvario.
La historia de esta devoción se remonta a la Edad Media, cuando los cruzados visitaron los lugares sagrados de Jerusalén, donde Jesús caminó en el camino hacia el martirio, y luego quisieron reproducir espiritualmente este camino cuando regresaron a Europa en forma de dramas sagrados y procesiones, ciclos de meditación, o establecer capillas especiales en los templos.
En el siglo XVI se establecieron 14 momentos principales de esta ruta, aunque el número varió en la historia del catolicismo de siete a 39. Estos puntos principales se llaman las estaciones del Vía Crucis.
Es el patrón de Olivenza y muy venerado en Portugal y Brasil.